# Filmfare Award/RD Burman Award
Der Filmfare R.D. Burman Award for New Music Talent wird vom Filmfare-Magazin verliehen und ist eine Preiskategorie der jährlichen Filmfare Awards für Hindi-Filme. Der Preis in der Kategorie des besten neuen Musiktalents wurde zum ersten Mal im Jahr 1995 vergeben. Der Preis wurde nach dem berühmten indischen Filmmusikkomponisten Rahul Dev Burman benannt und wird sowohl an Komponisten als auch Sänger verliehen.
Liste der Preisträger:
| Jahr | Preisträger        | Film                   |
| ---- | ------------------ | ---------------------- |
| 1995 | A. R. Rahman       |                        |
| 1996 | Mehboob            | Rangeela               |
| 1997 | Vishal Bharadwaj   | Maachis                |
| 1998 | Karthik Raja       |                        |
| 1999 | Kamaal Khan        |                        |
| 2000 | Ismail Darbar      | Hum Dil De Chuke Sanam |
| 2001 | Sunidhi Chauhan    |                        |
| 2002 | Shankar-Ehsaan-Loy | Dil Chahta Hai         |
| 2003 | Shreya Goshal      |                        |
| 2004 | Vishal-Shekhar     | Jhankaar Beats         |
| 2005 | Kunal Ganjawala    |                        |
| 2006 | Shantanu Moitra    |                        |
| 2007 | Naresh Iyer        |                        |
| 2008 | Monty Sharma       | Saawariya              |
| 2009 | Benny Dayal        | Ghajini                |
| 2010 | Amit Trivedi       |                        |
| 2011 | Sneha Khanwalkar   |                        |